# Lanzada
Lanzada är en ort och kommun i provinsen Sondrio i regionen Lombardiet i Italien. Kommunen hade 1 341 invånare (2018).